# Sjipkapasset
Sjipkapasset er et pas, der ligger i godt 1300 moh., i den bulgarske del af Balkanbjergene. Passet var skueplads for voldsomme kamphandlinger under den russisk-tyrkiske krig i 1877-78. Til trods for disse kampes blodige omfang var den tilbagevendende melding i de kommunikeer, der udgik fra zar-styrkernes hovedkvarter: "Alt roligt i Sjikapasset", mens soldaterne hverken rykkede frem eller tilbage.
Et maleri af Vasilij V. Veresjagin (1877), "Skobelev ved Sjipka", viser passet og de faldne.
Et andet maleri hedder "Gravene ved Sjipka".
42°46′00″N 25°19′00″Ø / 42.76667°N 25.31667°Ø